# Louvignies-Quesnoy
Louvignies-Quesnoy ist eine französische Gemeinde mit 903 Einwohnern (Stand 1. Januar 2022) im Département Nord in der Region Hauts-de-France. Sie gehört zum Kanton Avesnes-sur-Helpe im Arrondissement Avesnes-sur-Helpe.

## Sehenswürdigkeiten

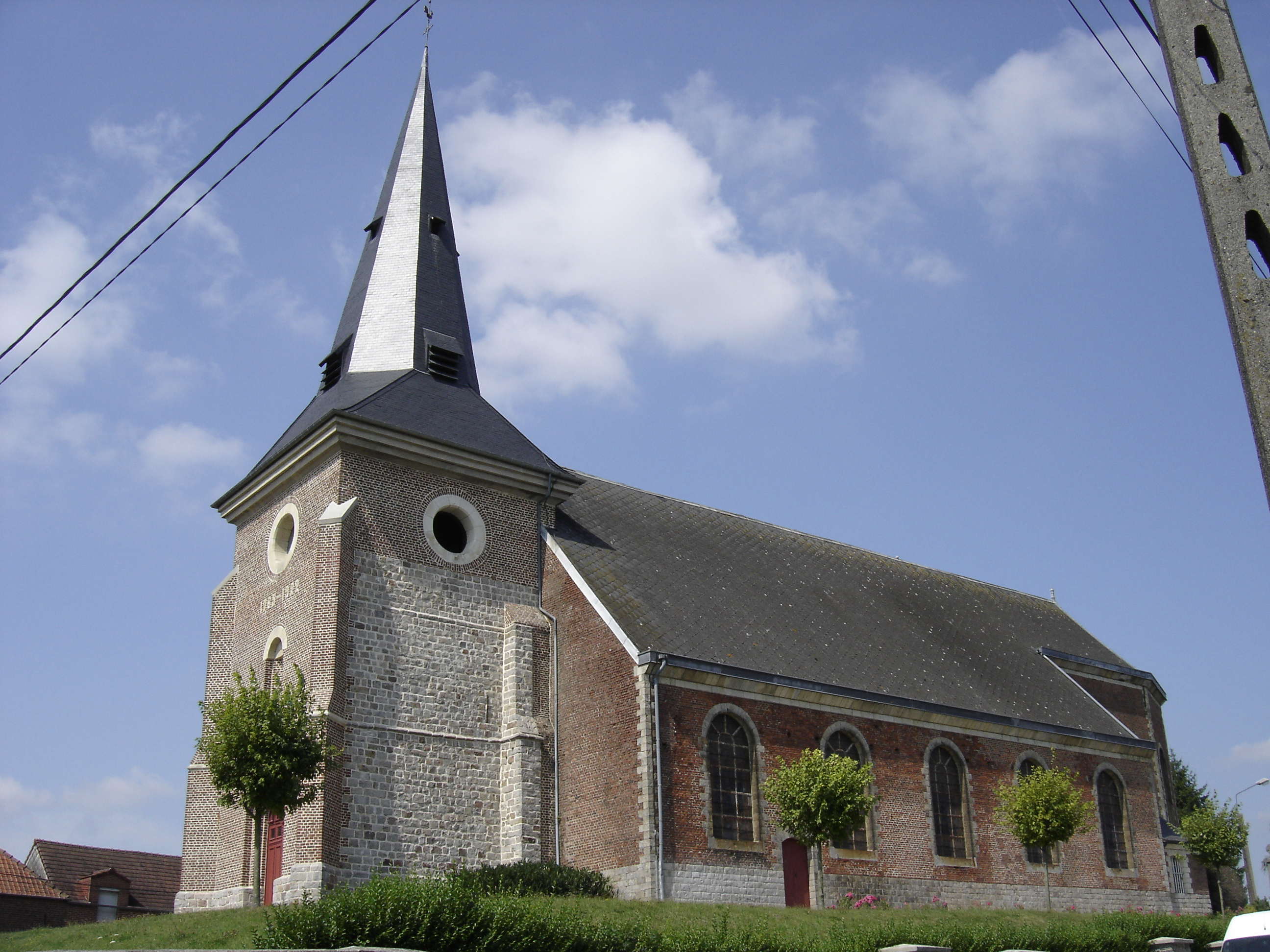
Kirche Saint-Éloi

Die Gemeinde Louvignies-Quesnoy liegt am Écaillon, 16 Kilometer südöstlich von Valenciennes. Sie grenzt im Norden an Le Quesnoy, im Nordosten an Potelle und Jolimetz (Berührungspunkt), im Osten an Locquignol, im Südosten an Raucourt-au-Bois, im Süden an Englefontaine, im Südwesten an Poix-du-Nord und Salesches sowie Westen an Ghissignies.
Die ehemalige Route nationale 45 führt über Louvignies-Quesnoy.
Der lateinische Name für Quesnoy lautete „Quercus“.

## Bevölkerungsentwicklung
| Jahr                       | 1962 | 1968 | 1975 | 1982 | 1990 | 1999 | 2011 | 2020 |
| Einwohner                  | 855  | 846  | 809  | 814  | 915  | 901  | 953  | 922  |
| Quellen: Cassini und INSEE |      |      |      |      |      |      |      |      |

## Sehenswürdigkeiten
- Kirche Saint-Éloi
- zwei Oratorien
- Waschhaus (Lavoir)